# Seznam osebnosti iz Občine Loška dolina
Seznam osebnosti iz Občine Loška dolina vsebuje osebnosti, ki so se tu rodile, delovale ali umrle.
Občina Loška dolina ima 21 naselij: Babna Polica, Babno Polje, Dane, Dolenje Poljane, Iga vas, Klance, Knežja Njiva, Kozarišče, Lož, Markovec, Nadlesk, Podcerkev, Podgora pri Ložu, Podlož, Pudob, Stari trg pri Ložu, Sveta Ana pri Ložu, Šmarata, Viševek, Vrh in Vrhnika pri Ložu.

## Znanost, naravoslovje in humanistika
- Jakob Jakopin – Japec, izumitelj poljedelskih strojev (1897, Vrhnika pri Ložu – 1993, Kalach, Rusija)
- Viktor Kraševec, fizik
- Albina Lipovec, slavistka in bohemistka
- Tone Marolt, agronom (1914, Dolenje Poljane – 1980, Ljubljana)
- Jože Matevžič, prevajalec in zgodovinar
- Ivan Nepomuk Cerar, gozdarski strokovnjak, urednik, novinar, politik in narodni buditelj (1789, Škofja Loka – 1849, Trst), prvi je raziskal Križno jamo pri Ložu s čolnom, izdelal njen načrt in povrhnji poligon
- Stane Okoliš, zgodovinar in direktor Šolskega muzeja
- Gašper Jožef Repežič, numizmatik (1755, Lož – 1842, Ljubljana)
- Franc Rigler, veterinar, strokovni pisatelj in kulturni delavec (1907, Babno polje – 1979, Ljubljana)
- Miran Vardjan, fitofiziolog, botanik, biolog in univerzitetni profesor (1919, Lož – 2005, Ljubljana)

## Gospodarstvo
- Boris Andrijanič, farmacevt in družbenopolitični delavec (1910, Novo mesto – 1993, Novo mesto), osebno vodil lekarno Planjava pri Babnem polju
- Anton Matevžič, zadnji krovec slamnatih streh v Loški dolini (1902, neznano – 1966, neznano)
- Henrik Schollmayer – Lichtenberg, kranjski gozdarski strokovnjak, upravitelj veleposestva Snežnik in politik (1860, Althofen, Koroška – 1930, Lož)
- Margareta Schollmayer, grofica in zadnja lastnica graščine Koča vas (neznano – 1962, Kitzbühel, Avstrija), na gradiču je vodila dekliško šolo in gostila slovenske intelektualce – v gradu so preživljali počitnice pesnik Oton Župančič, literata Josip Vidmar, Lili Novy in mnogi drugi

## Zdravstvo
- Miro Hrabar, kirurg
- Martin Schweiger (1811, Črnomelj – 1883, Stari trg pri Ložu), prvi okrožni zdravnik v Starem trgu pri Ložu
- Franc Strle, epidemiolog, infektolog in akademik (1949, Ljubljana –)
- Emil Truden, pediater

## Učitelji
- Anton Avsec, profesor, ravnatelj, kulturni delavec, urednik, zgodovinar in publicist (1931, Selšček –)
- Srečko Baraga, kulturni delavec (1901, Šmarata – 1977, Buenos Aires, Argentina)
- Zmago Bufon, biolog in prevajalec (1910, Trst – 1973, Ljubljana), profesor na gimnaziji v Starem trgu pri Ložu
- Jasna Dekan tudi Lekan (1947, Družmirje –), poučevala v Starem trgu pri Ložu
- Rafael Eržen, profesor, inženir elektrotehnike in radioamater (1899, Lož – 1993, Golnik)
- Rudolf Alojz Karel Gasperin, slikar in scenograf (1887, Vipava – 1962, Stari trg pri Ložu)
- Justina Krajc, ravnateljica in upravnica internata (1908, Stari trg pri Ložu – neznano)
- Ivana Premk, učiteljica
- Štefka Prešeren, šolska upraviteljica in zavedna učiteljica (1944, Sveta Ana pri Ložu –)
- Frančišek Raktelj (1833, Stari trg pri Ložu – 1908, Ljubljana)
- Andrej Sežun društveni delavec (1895, Žerovnica – 1960, Ljubljana), poučeval v Babnem polju
- Anton Štritof (1859, Stari trg pri Ložu – 1917, Ljubljana)
- Nataša Vampelj Suhadolnik, univerzitetna profesorica, pobudnica, soustanoviteljica in prva predsednica Evropske zveze za azijsko umetnost in arheologijo ter višja znanstvena raziskovalka v svetovalnem odboru o kitajski umetnosti, arheologiji in arhitekturi v organizaciji ASET Stiftung (Berlin, Nemčija); doma iz Nadleska, danes živi v Šmarati
- Leopold Zor, pedagog, botanik in biolog (1919, Ljubljana – 2009, Ljubljana), učitelj biologije z dopolnilnimi predmeti v Starem trgu pri Ložu

## Politika in vojska
- Jernej Arko, rodoljub in junak NOB (1911, Stari trg pri Ložu – 1942, Rut)
- Anton Bavec, partizan in častnik (1912, Šmarata – 2001, neznano)
- Franjo Bavec, kapitan bojne ladje v JLA (1917, Iga vas – 2010, neznano)
- Jurij Bavec, občinski odbornik, podžupan, predsednik šolskega sveta, posestnik in znan trgovec z lesom (1864, Iga vas – 1933, Iga vas)
- Kazimir Bavec, politik in ekonomist (1937, Kozarišče – 2008, Šempeter pri Gorici)
- Anton Cindrič, partizanski junak in kulturni delavec (1919, Babno polje – 1943, neznano)
- Ester Maksimilijana Coraduzzi, graščakinja in avtorica najzajetnejše ohranjene slovenske korespondence iz 17. stoletja (pred 1645, Suha, Avstrija – med 1691 in 1699, neznano), živela je na gradu Koča vas pri Ložu in po moževi smrti postala lastnica dela tega gradu
- Janez Hribar, politik, minister, poslanec, narodni heroj in nosilec partizanske spomenice (1909, Lož – 1967, Vrhnika pri Ložu)
- Slavko Kovač – Smeli, partizanski poveljnik, narodni heroj in trgovec (1919, Lož – 1942, Juršče)
- Viktor Kraševec, partizan, strojnik in puškar (1904, Vrhnika pri Ložu – 1943, Turjak)
- Milan Lah, general (1913, Lož – 1999, Ljubljana)
- Tone Pintar, partizan in lekarnar (1944, Babno polje –)
- Feliks Razdrih, politik (1901, Vrhnika pri Ložu – ok. 1981, neznano)
- Stanko Semič, polkovnik, narodni heroj in pisatelj (1915, Bloška planota – 1985, Ljubljana), odlikoval se je pri napadu na Lož
- Fanika Škrbec Črnugelj, komandirka ženske partizanske čete loškega odreda, šolska nadzornica, pisateljica učbenikov za prvošolce in domoljubna učiteljica (1925, neznano – 1998, neznano), živela v Podcerkvi
- Gregor Žerjav, politik in pravnik (1882, Lož – 1929, Poljče)

## Cerkev

### Duhovniki – rojeni v občini
- Anton Antončič (1866, Podgora pri Ložu – 1910, Ihan)

- Tomaž Anton Antončič (1751, Markovec – 1799, Podkum)
- Vinko Avsec (1920, Knežja Njiva – neznano)
- Jožef Janez Bogata (1731, Lož – 1796, Nova Štifta)
- Anton Golf (1874, Lož – 1958, Zalog pri Cerkljah)
- Jernej Kraševec (1739, Dane – 1813, Dane)
- Peter Kvaternik, filozof in pedagog (1950, Šmarata – 2020, Ljubljana)
- Andrej Lavrič (1874, Stari trg pri Ložu – 1944, Brezovica pri Ljubljani)
- Vinko Lavrič (1891, Kozarišče – 1963, Brdo pri Lukovici)
- Franc Mihelčič (1892, Nadlesk – 1980, Minnesota, Združene države Amerike)
- Anton Mlakar (1760, Babno polje – 1842, Križna gora)
- Jožef Mlakar (1899, Kozarišče – 1948, Stari trg pri Ložu)
- Stanislav Pavlič (1920, Stari trg pri Ložu – 1991, Ljubljana)
- Jakob Pavlovčič (1864, Iga vas – 1930, Ljubljana)
- Franc Ksaver Repež (1753, Stari trg pri Ložu – 1804, Vodice)
- Franc Sal. Onušič (1843, Stari trg pri Ložu – 1915, Idrija)
- Alojzij Sterle (1912, Podcerkev – 1992, Ljubljana)
- Matej Škerbec (1867, Podcerkev – 1949, Kranj)
- Matija Škerbec, politik in publicist (1886, Stari trg pri Ložu – 1963, Cleveland, Ohio, Združene države Amerike)
- Valentin Ule (1749, Lož – 1803, Ribnica)
- Tomaž Zabukovec (1741, Lož – 1791, Izlake)

### Duhovniki – službovali v občini
- Anton Črnugelj, narodnozavedni duhovnik (1833, neznano – 1953, neznano)
- Jožef Bevk, kmetovalec (1811, Sora – 1860, Podšentjur), služboval kot kooperator na Križni gori pri Ložu, predsednik podružnice Kmetijske družbe v Ložu
- Leonard Janež (1782, Kozji Vrh – 1858, Stari trg pri Ložu)
- Janez Kebe častni kanonik (1942, Dolenje Jezero –), služboval kot župnik in župnijski upravitelj v Starem trgu pri Ložu
- Josip Klemenčič, skladatelj (1892, Dol pri Ljubljani – 1969, Bokalce), služboval kot kaplan v Starem trgu pri Ložu
- Martin Končnik (1841, Nevlje – 1891, Cerklje ob Krki), služboval kot kaplan v Starem trgu pri Ložu
- Franc Kramarič (1908, Radovica – 1942, Stari trg pri Ložu), služboval kot kaplan v Starem trgu pri Ložu
- Martin Stergulc, teolog (ok. 1752, Tolmin – po 1815, neznano), služboval kot vikar v Starem trgu pri Ložu

## Umetnost in kultura

### Gledališče, film, televizija in časnikarstvo
- Jože Janež, publicist ter kronist NOB in pomembnejših dogodkov domače vasi (1920, Babno polje –)
- Simon Kardum, kulturni delavec, kritik, dramaturg in publicist (1962, Postojna –), živi v Loški dolini
- Nina Knavs, novinarka, živi v Starem trgu pri Ložu
- Eva Kraševec, dramaturginja in režiserka (1986, neznano –)
- Alenka Mercina, prevajalka, prejemnica Jermanove nagrade
- Katarina Mercina, prevajalka
- Danica Petrovič, novinarka in lektorica (neznano, Ptuj –), živi v Markovcu
- France Škrbec, radijski napovedovalec in ekonomist (1914, Podcerkev – 2002, Kranjska Gora)
- Jakob Zabukovec, gledališčnik in finančnik (1827, Lož – 1904, Ljubljana)

### Fotografija
- Vinko Bavec, fotograf (1899, Markovec – 1969, neznano)
- Bogomil Brinšek, krajinski fotograf, častnik, alpinist in jamar (1884, Trnovo – 1914, Sokobanja, Srbija), slikal je tudi podzemne jame, posebno Križno jamo pri Ložu
- Borut Kraševec, fotograf in urednik (1966, neznano –), živi v Starem trgu pri Ložu
- Alojz Tomec, fotograf, igralec, mecen in trgovec (1903, Loška dolina – 1972, Stari trg pri Ložu)

### Glasba
- Jure Doles, glasbenik
- Ivan Mercina, kapelnik, lovec, učitelj, kulturni in družbeni delavec (1885, Goče – 1971, Ljubljana), služboval kot ravnatelj osnovne šole v Starem trgu pri Ložu, vodja pevskega zbora Svoboda in pihalnega orkestra v Ložu
- Marija Okoliš, glasbena pedagoginja
- Martina Okoliš, čembalistka in glasbena pedagoginja
- Janko Pianecki, pevec in soustanovitelj slovenske opere v Ljubljani (1860, Kozarišče – 1915, neznano)
- Tomaž Palčič, pevec narodnozabavne glasbe, živi v Starem trgu pri Ložu
- Anemarija Štefančič, sopranistka, zborovodkinja in pedagoginja (1990, neznano –), živi v Pudobu
- Matija Turk, kantavtor, služboval v Starem trgu pri Ložu
- Franci Žnidaršič, glasbenik (1968, neznano –), živi v Podcerkvi

### Likovna umetnost
- Karmen Bajec, slikarka, pedagoginja, likovna kritičarka in ilustratorka (1981, Ajdovščina –), živi in ustvarja v Starem trgu pri Ložu

- Fortunat Bergant, baročni slikar (1721, Mekinje – 1769, Ljubljana), naslikal skupino osmih podob za romarsko cerkev sv. Križa na Križni gori pri Ložu
- Valerija Gačnik, amaterska slikarka (1948, Ljubljana –), po končani šoli za tehničnega risarja se je zaposlila v Kovinoplastiki Lož, kjer je ostala do upokojitve
- Ivo Kvartuč, amaterski slikar in glasbenik
- Dagmar Mlakar, amaterska slikarka in fotografinja, živi v Ložu
- Janez Ovsec, amaterski slikar (1958, neznano –), po rodu iz Loške doline
- Lojze Perko, slikar (1909, Stari trg pri Ložu – 1980, Ljubljana)
- Marija Mojca Plos Jelaska, slikarka in likovna pedagoginja (1932, Markovec –)
- Tomaž iz Senja, slikar (neznano, Nadlesk – neznano), naslikal znamenite freske Marijinega oznanjenja, Jezusovega rojstva in obiska treh kraljev v cerkvi sv. Jedrt v Nadlesku
- Stanislava Sluga – Pudobska, akademska slikarka (1952, Pudob –)
- Ludvik Šraj, slikar (1947, Vrhnika pri Ložu –)
- Štefan Šubic, slikar in podobar (1820, Hotovlja – 1884, Poljane nad Škofjo Loko)

### Arhitektura
- Dušan Grabrijan, zgodovinar, publicist in univerzitetni profesor (1899, Lož – 1952, Ljubljana)
- Franc Kvaternik (1933, Šmarata – 2018, neznano)
- Ivan Vurnik, urbanist (1884, Radovljica – 1971, Radovljica), načrtoval glavni oltar za župnijsko cerkev v Starem trgu pri Ložu

## Šport
- Andreja Sterle Podobnik, ultramaratonka in podjetnica (1976, Postojna –), živi v Starem trgu pri Ložu
- Klemen Turk, eden najuspešnejših tekmovalcev v vožnji dvovpreg v Sloveniji, mednarodni sodnik za ocenjevanje lipicancev in vodja Strokovnega sveta združenja rejcev lipicanca Slovenije
- Tim Žnidaršič Svenšek, paraplavalec (2004, neznano –), živi v Starem trgu pri Ložu

### Biatlon
- Simon Kočevar (1990, Postojna –), živi v Šmarati
- Janez Ožbolt, olimpijec in politik (1970, Podpreska –), odraščal v Starem trgu pri Ložu
- Rolando Turšič (1961, neznano –), živi v Starem trgu pri Ložu

### Tek na smučeh
- Anton Kandare, živi v Iga vasi
- France Kandare, državni prvak v smučarskih tekih (ok. 1955, neznano –)
- Franc Levec, živi v Loški dolini
- Vinko Martinčič, živi v Pudobu

## Drugo
- Tone Hace, tolovaj in kriminalec (1917, Podcerkev – 1988, neznano)